# Ozillac
Ozillac ist eine französische Gemeinde mit 611 Einwohnern (Stand: 1. Januar 2022) im Département Charente-Maritime in der Region Nouvelle-Aquitaine; sie gehört zum Arrondissement  Jonzac und zum Kanton Jonzac. Die Einwohner werden Ozillacais genannt.

## Geographie
Ozillac liegt etwa 105 Kilometer südsüdöstlich von La Rochelle am Seugne, der die Gemeinde im Nordosten begrenzt. Nachbargemeinden von Ozillac sind Jonzac im Norden und Nordwesten, Champagnac im Norden und Nordosten, Saint-Médard im Osten, Fontaines-d’Ozillac im Süden, Villexavier im Südwesten sowie Saint-Simon-de-Bordes im Westen.

## Bevölkerungsentwicklung
| Jahr                       | 1962 | 1968 | 1975 | 1982 | 1990 | 1999 | 2006 | 2017 |
| Einwohner                  | 642  | 623  | 555  | 519  | 503  | 558  | 656  | 626  |
| Quellen: Cassini und INSEE |      |      |      |      |      |      |      |      |

## Sehenswürdigkeiten
- Kirche Saint-Michel

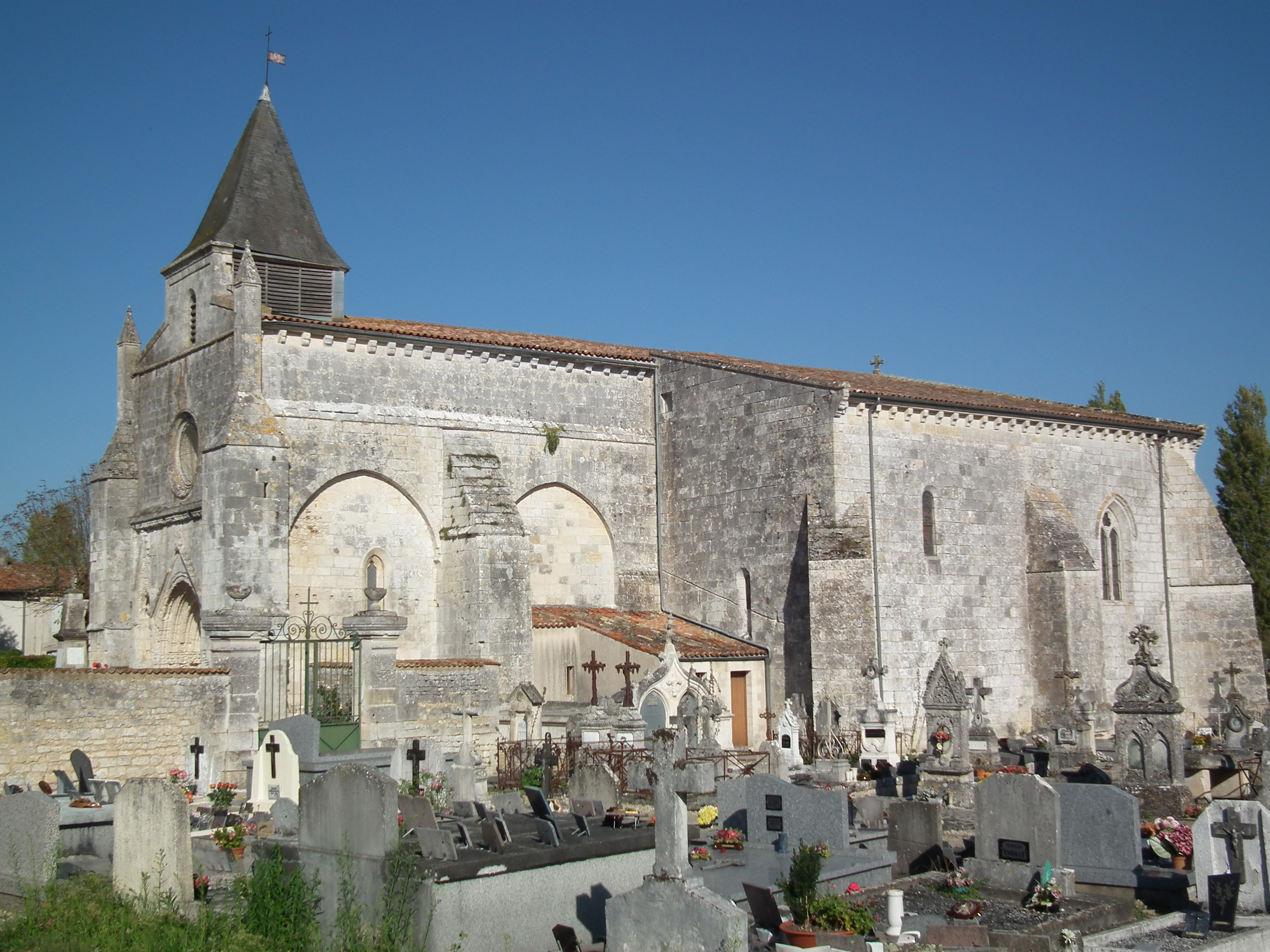
Kirche Saint-Michel

Siehe auch: Liste der Monuments historiques in Ozillac